# توني هوارد
توني هوارد (27 أغسطس 1946 في باربادوس - ) (بالإنجليزية: Tony Howard)‏ هو لاعب كريكت باربادوسي. شارك مع منتخب الهند الغربية للكريكت.

## وصلات خارجية
- توني هوارد على موقع إي آس بي آن كريك إنفو (الإنجليزية)